# Ченеж
Ченеж — река в России, протекает по территории Пудожского городского поселения Пудожского района Республики Карелии. Длина реки — 14 км, площадь водосборного бассейна — 71,5 км².

## Общие сведения
Река берёт начало из озера Ченежского на высоте 46,6 м над уровнем моря и далее течёт преимущественно в северо-западном направлении.
Река в общей сложности имеет три малых притока суммарной длиной 5,0 км.
Устье ручья находится в 58 км по левому берегу реки Водлы, впадающей в Онежское озеро.
В среднем течении Ченеж пересекает дорога местного значения 86К-307 («Уржаково — Колово»).
Населённые пункты на реке отсутствуют.
Код объекта в государственном водном реестре — 01040100412202000016965.